# Viabon
Viabon település Franciaországban, Eure-et-Loir megyében. Lakosainak száma 379 fő (2018. január 1.). Viabon Fontenay-sur-Conie, Germignonville, Ymonville, Prasville, Voves, Fains-la-Folie és Baignolet községekkel határos.

## Népesség
A település népessége az elmúlt években az alábbi módon változott:
| Lakosok száma | 425  | 392  | 339  | 292  | 248  | 313  | 368  | 1077 | 379  | 379  |
|               | 1962 | 1968 | 1975 | 1990 | 1999 | 2008 | 2013 | 2016 | 2017 | 2018 |